# Sběratelství (kniha)
Sběratelství je název knihy, vydané roku 1983 v nakladatelství Svoboda jako prémie jeho členské knižnice. Kniha obsahuje velmi mnoho informací z historie sběratelství nejen z Československa, ale i odjinud a je doprovázena desítkami kreseb, barevných i černobílých fotografií různých uměleckých děl a osobností. Patří k literatuře faktu, je populárně naučnou publikací.

## Data o knize
Publikaci napsal autorský kolektiv ve složení Helena Brožková, Jiří Cirkl, Olga Drahotová, Jan Rous a Lubomír Slavíček. Fotografie dodali Josef Brožek, Helena Machálková a Václav Říha, ilustrace jsou od Jiřího Brázdy, přebal, vazbu a grafickou úpravu vytvořil Milan Kopřiva. 
Vázanou knihu velkého formátu vydalo nakladatelství Svoboda v roce 1983 jako svou 5168 publikaci v nákladu 147 000 výtisků, byla prémií členské knižnice nakladatelství. Tištěna byla v tiskárně Rudé právo v Praze. Kniha má 160 číslovaných stran. Byla označena v tiráži číslem 25 –183 – 83 . 

## Členění obsahu
Kniha je členěna do devíti kapitol:
- Sběratelství lidové , napsal Jiří Cirkl
- Sběratelství institucionální
- Od klenotnice k humanistické knihovně, autor Jan Rous
- Rudolf II a jeho sbírky, napsala Olga Drahotová
- Artis Pictoriae Amatores – Barokní sběratelství v Čechách a na Moravě, autor Lubomír Slavíček
- Vlasti a múzám, napsal Jan Rous
- Inter Arma Silent Musae, autorkou je Helena Brožková
- Falšování bez konce, kapitolu napsala Helena Brožková
- Sběratelství lidové, jako úvodní napsal Jiří Cirkl